# Стамбук, Коко
Коко Стамбук (исп. Koko Stambuk; полн. имя: Кристиан Даниель Стамбук Сандоваль (исп. Cristián Daniel Stambuk Sandoval), род. 16 марта 1977 года в Осорно, Чили), также известный как просто Коко, — чилийский автор-исполнитель и музыкальный продюсер.

## Биография
Из города Осорно на юге Чили.
Будучи участником поп-группы Glup!, в 1997 году познакомился с чилийским журналистом и бывшим продюсером групп Christianes, Shogun и Venus Кристианом Хейне. Вдохновлённые растущей популярностью тин-попа, они основали продюсерскую команду под названием «Пакман» (Packman).
Собранное их командой девичье трио Supernova имело большой успех в чилийских чартах.
После этого они собрали бойбэнд Stereo 3. Тоже являвший с собой трио, он дебютировал с альбомом Partir de cero 15 марта 2001 года и тоже имел оглушительный успех в своей стране (в Чили).
Позже Коко Стамбук работал с такими поп-артистами, как группы Amango, CRZ, Kudai, Six Pack, певицы Дениз Розенталь и Кель Кальдерон.
Кроме того, работой с группами Gufi и Tronic показал себя и как топовый продюсер рока и панка.
В 2007 году переехал в Мехико. Первой его работой в новой стране стало продюсирование альбома Луиса Фонси Palabras del silencio.

## Личная жизнь
С 2013 года встречается с актрисой Майте Перрони.

## Премии и номинации
| Год  | Премия           | Номинация                | Результат |
| ---- | ---------------- | ------------------------ | --------- |
| 2010 | Латинская Грэмми | Лучший новый исполнитель | Номинация |